# Clarion (empresa)
A Clarion (クラリオン株式会社 Kurarion Kabushiki-gaisha) é uma empresa fundada em 1940 com sede em Saitama no Japão, produz acessórios automotivos como sons, GPS e centrais eletrônicas.